# Kékesi László (grafikus)
Kékesi László (Szarvas, 1919. szeptember 17. – Budapest, 1993. április 18.) magyar  grafikusművész.

## Élete
1919. szeptember 17-én született Szarvason. Elemi és középiskoláját Szarvason, Pécelen, illetve Sárospatakon végezte.
1939-ben került a budapesti Iparművészeti Főiskolára, díszítő-festő szakon 1942-ben szerzett diplomát. Tanárai Haranghy Jenő, Domanovszky Endre és Stein János voltak.

## Festőként
A főiskola elvégzése után az egyházművészet terén alkotott.
Freskói, scraffitói, olajfestményei 36 magyarországi templombelsőt és középületet díszítenek. Többek között Hatvan, Szentes, Simontornya, Acsalag, Kisnána, Győrszentmárton (Pannonhalma) és Szécsény templomai általa újultak meg.

## Grafikusként
1945 után az alkalmazott grafika területén mélyítette el rajztudását, finomította, csiszolta kifejezőkészségét. 1956-tól 1980-ig, nyugdíjazásának évéig, a Pénzjegynyomda művészeti osztályának dolgozója, ahol a kisgrafika terén igazolta művészi rátermettségét.

## Bélyegtervezőként
1960-tól kapcsolódott be a hazai és külföldi bélyegtervezés műfajába. 258 magyar és közel 500 külföldi bélyeg megálmodója, tervezője. Három alkalommal (1963, 1965, 1966) nyerte el az év legszebb sport képzőművészeti alkotásáért és az év legszebb sportbélyegéért járó Ezüst gerely-díjat. 1989-ben Az év legszebb bélyege kitüntető címet kapta a tervei alapján készült – Az aradi vértanúk emlékére – elnevezésű bélyegblokk.
Nemzetközileg ismert és elismert ex libris tervező volt. Kedvelt technikája a linómetszet és a rézkarc. Számos külföldi kiállításon (Lipcse, Párizs, Krakkó, Hamburg stb.) szerepeltek munkái.

## Könyvillusztrátorként
Könyvillusztrációit leginkább a mini-könyvek kedvelői ismerik: Brodarics históriája a mohácsi vészről, Heltay Gáspár Száz fabula, Ponciánus császár históriája, Zrínyi Miklós Szigeti veszedelme, Bornemissza Péter Ördögi kísértetekről szóló története a keze alatt képekben elevenedtek meg.
1993-ban halt meg Budapesten.

## Elismerése
1991-ben Szarvas város önkormányzatától Pro urbe kitüntetést kapott.